# يانغي آباد (مريشكار)
يانغي آباد هي بلدة في مقاطعة مريشكار في ولاية قشقداريا في أوزبكستان.